# Rohan Lavery
Rohan Lavery (* 13. September 2000 in Melbourne) ist ein australischer Ruderer. Er gewann bis 2023 bei Weltmeisterschaften eine Bronzemedaille.

## Sportliche Karriere
Lavery wurde in einem Stadtteil von Melbourne geboren und wuchs in Melbourne auf. Er besuchte bis 2018 das Wesley College. Danach ruderte er für den Melbourne University Boat Club und trainierte am Victorian Institute of Sport.
Bei den U23-Weltmeisterschaften 2019 belegte er den neunten Platz im Vierer ohne Steuermann. 2022 bei den Weltmeisterschaften in Račice u Štětí saßen mit Rohan und Nicholas Lavery zwei Brüder im australischen Achter. Die Australier wurden Dritte hinter Briten und Niederländern, wobei sie das Ziel 2,2 Sekunden hinter den Niederländern erreichten.